# Jeffrey Dell
Jeffrey Dell (* 7. Mai 1899 in Shoreham-by-Sea, West Sussex, England als John Edward Flowers Dell; † 24. Februar 1985 in Haslemere, Surrey, England) war ein britischer Filmregisseur und Drehbuchautor.

## Leben und Karriere
Jeffrey Dell, geboren 1899 in Shoreham-by-Sea, West Sussex, begann Ende zwanzig damit Drehbücher für das Kino zu verfassen. 1932 entstand so Zahlungsaufschub von Lothar Mendes ein Filmdrama mit Charles Laughton und Maureen O’Sullivan in den Hauptrollen. 1935 lieferte er für Zoltan Korda die Drehbuchfassung zum Abenteuerfilm Bosambo mit Paul Robeson und Leslie Banks.
Zu Beginn der 1940er Jahre nahm er selbst auf dem Regiestuhl Platz und verfilmte unter anderem sein eigenes Drehbuch 1944 zu Nur keine Angst mit Richard Greene und Patricia Medina.
Im Jahr 1947 gründete er zusammen mit dem Filmproduzenten Julian Wintle die Produktionsfirma Independent Artists Ltd.
1951 inszenierte er für seine eigene Produktionsfirma in der Besetzung Edward Underdown, Maxwell Reed, Natasha Parry und William Hartnell den Kriminalfilm Der Mann in Schwarz. Die Filmmusik komponierte Hubert Clifford.
Jeffrey Dell schrieb in seiner Karriere rund 30 Drehbücher und führte selbst mehrere Male Regie. Am 24. Februar 1985 starb Dell in Haslemere in der Grafschaft Surrey.

## Filmografie (Auswahl)

### Filmregisseur
- 1943: The Flemish Farm
- 1944: Nur keine Angst (Don’t Take It to Heart)
- 1948: It’s Hard to Be Good
- 1951: Der Mann in Schwarz (The Dark Man)
- 1958: Ausgerechnet Charlie Brown (Carlton-Browne of the F.O.)

### Drehbuchautor (Auswahl)
- 1932: Zahlungsaufschub (Payment Deferred)
- 1935: Bosambo (Sanders of the River)
- 1938: Kate Plus Ten
- 1941: Mr. X auf Abwegen (Footsteps in the Dark)
- 1944: Nur keine Angst (Don’t Take It to Heart)
- 1957: Volltreffer ins Glück (Lucky Jim)
- 1958: Ausgerechnet Charlie Brown (Carlton-Browne of the F.O.)
- 1958: Wenn zwei Hochzeit machen (Happy Is the Bride)
- 1959: Raubfischer in Hellas
- 1959: Rhapsodie in Blei (The Treasure of San Teresa)
- 1960: Zone des Schweigens (Cone of Silence)
- 1960: Das französische Fräulein (A French Mistress)
- 1966: Honigmond 67 (The Family Way)

## Bücher
- 1939: Nobody Ordered Wolves (Roman)